# Benny Blanco
Benny Blanco, pseudonimo di Benjamin Joseph Levin (Reston, 8 marzo 1988), è un cantautore, rapper e produttore discografico statunitense.
Ha ricevuto il premio Hal David Starlight 2013 dalla Songwriters Hall of Fame. Ha vinto cinque volte il primario del Songwriter of the Year BMI ed ha trionfato nella categoria "Produttore dell'anno" agli iHeartRadio Music Awards 2017.
Come produttore e compositore, Blanco ha venduto oltre 100 milioni di copie in tutto il mondo grazie al suo lavoro con artisti come Avicii, Halsey, Ed Sheeran, Justin Bieber, Maroon 5, Britney Spears, Rihanna, Katy Perry, Kesha, Sia, The Weeknd, Selena Gomez, Keith Urban, Tory Lanez, Wiz Khalifa, Kanye West, Juice Wrld, Eminem e Khalid. È anche il fondatore di due etichette in collaborazione con Interscope Records, Mad Love Records e Friends Keep Secrets.
Nel luglio 2018, Blanco ha pubblicato la canzone Eastside, una collaborazione con Halsey e Khalid. Raggiunse il numero 9 della Billboard Hot 100, segnando la prima top 10 di Blanco come artista e la sua ventisettesima come autore, quantità che include sette numeri uno. Eastside è stato seguito da I Found You con Calvin Harris, Better to Lie con Jesse e Swae Lee, Roses con Juice Wrld e Brendon Urie, e culminato con l'uscita del suo primo album più tardi lo stesso anno.

## Biografia
Benny Blanco è nato l'8 marzo a Reston, Virginia. Ha iniziato producendo basi musicali hip-hop nella sua camera da letto e registrando la propria voce su di esse. Ha inoltre dichiarato di essere ebreo.
Da luglio 2023, Blanco è in una relazione con l'attrice e cantante americana Selena Gomez; i due, amici da tempo, nel 2019 collaborarono nel brano "I Can't Get Enough".

## Discografia

### Album in studio
- 2018 – Friends Keep Secrets
- 2025 – I Said I Love You First (con Selena Gomez)

### Singoli
- 2018 – Eastside (con Halsey e Khalid)
- 2018 – I Found You (con Calvin Harris)
- 2018 – Better to Lie (con Jesse e Swae Lee)
- 2018 – Roses (con Juice Wrld feat. Brendon Urie)
- 2019 – I Found You / Nilda's Story (con Calvin Harris e Miguel)
- 2019 – I Can't Get Enough
- 2019 – Graduation (con Juice Wrld)
- 2020 – Lonely (con Justin Bieber)
- 2020 – Real Shit (con Juice Wrld)
- 2021 – You (con Marshmello e Vance Joy)
- 2022 – Bad Decisions (con Benny Blanco, BTS e Snoop Dogg)
- 2023 – Lace It (Juice Wrld, Eminem e Benny Blanco)
- 2024 – Degenere 👑 (con Mike Towers)
- 2025 – Scared of loving you (con Selena Gomez)
- 2025 – Call Me When You Break Up (con Selena Gomez feat. Gracie Abrams)
- 2025 – Sunset Blvd (con Selena Gomez)

### Pubblicazioni prodotte per altri artisti
| Anno | Titolo                                                | Album                                                              | Autore/coautore | Produttore/coproduttore |
| ---- | ----------------------------------------------------- | ------------------------------------------------------------------ | --------------- | ----------------------- |
| 2007 | "Send Some Shooters"                                  | Hell Rell – Eat with Me or Eat a Box of Bullets                    |                 | Si                      |
| 2007 | "Shake That"                                          | Spank Rock – Bangers & Cash                                        | Si              | Si                      |
| 2007 | "B-O-O-T-A-Y"                                         | Spank Rock – Bangers & Cash                                        | Si              | Si                      |
| 2007 | "Pu$$y"                                               | Spank Rock – Bangers & Cash                                        | Si              | Si                      |
| 2007 | "Bitch!"                                              | Spank Rock – Bangers & Cash                                        | Si              | Si                      |
| 2007 | "Loose"                                               | Spank Rock – Bangers & Cash                                        | Si              | Si                      |
| 2008 | "Circus"                                              | Britney Spears – Circus                                            | Si              | Si                      |
| 2008 | "Shattered Glass"                                     | Britney Spears – Circus                                            | Si              | Si                      |
| 2008 | "Lace and Leather"                                    | Britney Spears – Circus                                            | Si              | Si                      |
| 2008 | "Broken Pieces"                                       | Lil Mama – Voice of the Young People                               |                 | Si                      |
| 2008 | "Hot n Cold"                                          | Katy Perry – One of the Boys                                       |                 | Si                      |
| 2008 | "I Kissed a Girl"                                     | Katy Perry – One of the Boys                                       |                 | Si                      |
| 2008 | "Don't Ask Why"                                       | Vanessa Hudgens – Identified                                       |                 | Si                      |
| 2008 | "Amazed"                                              | Vanessa Hudgens – Identified                                       |                 | Si                      |
| 2008 | "Set It Off"                                          | Vanessa Hudgens – Identified                                       |                 | Si                      |
| 2008 | "Identified"                                          | Vanessa Hudgens – Identified                                       |                 | Si                      |
| 2009 | "Watch You Go"                                        | Jordin Sparks – Battlefield                                        | Si              | Si                      |
| 2009 | "Tell Me What Your Name Is"                           | Ciara – Fantasy Ride                                               | Si              | Si                      |
| 2009 | "Dollhouse"                                           | Priscilla Renea – Jukebox                                          | Si              | Si                      |
| 2009 | "Touch Me"                                            | Flo Rida – R.O.O.T.S.                                              | Si              | Si                      |
| 2009 | "Don't Trust Me"                                      | 3OH!3 – Want                                                       | Si              | Si                      |
| 2009 | "Rich Man"                                            | 3OH!3 – Want                                                       | Si              | Si                      |
| 2009 | "So Human"                                            | Lady Sovereign – Jigsaw                                            | Si              | Si                      |
| 2009 | "Pennies"                                             | Lady Sovereign – Jigsaw                                            | Si              | Si                      |
| 2009 | "Stupid Love Letter"                                  | Friday Night Boys – Off the Deep End                               | Si              | Si                      |
| 2010 | "Dynamite"                                            | Taio Cruz – Rokstarr                                               | Si              | Si                      |
| 2010 | "Eenie Meenie"                                        | Justin Bieber & Sean Kingston – My World 2.0                       | Si              | Si                      |
| 2010 | "Blah Blah Blah"                                      | Kesha – Animal                                                     | Si              | Si                      |
| 2010 | "Tik Tok"                                             | Kesha – Animal                                                     | Si              | Si                      |
| 2010 | "Party at a Rich Dude's House"                        | Kesha – Animal                                                     | Si              | Si                      |
| 2010 | "Dancing With Tears in My Eyes"                       | Kesha – Animal                                                     | Si              | Si                      |
| 2010 | "Blind"                                               | Kesha – Animal                                                     | Si              | Si                      |
| 2010 | "Your Love Is My Drug"                                | Kesha – Animal                                                     |                 | Si                      |
| 2010 | "Somebody to Love (Remix)"                            | Justin Bieber & Usher – Versus                                     |                 | Si                      |
| 2010 | "California Gurls"                                    | Katy Perry – Teenage Dream                                         | Si              | Si                      |
| 2010 | "Teenage Dream"                                       | Katy Perry – Teenage Dream                                         | Si              | Si                      |
| 2010 | "My First Kiss"                                       | 3OH!3 – Streets of Gold                                            | Si              | Si                      |
| 2010 | "Streets of Gold"                                     | 3OH!3 – Streets of Gold                                            | Si              | Si                      |
| 2010 | "Double Vision"                                       | 3OH!3 – Streets of Gold                                            |                 | Si                      |
| 2010 | "Please Don't Go"                                     | Mike Posner – 31 Minutes to Takeoff                                | Si              | Si                      |
| 2010 | "Cheated"                                             | Mike Posner – 31 Minutes to Takeoff                                | Si              | Si                      |
| 2010 | "We R Who We R"                                       | Ke$ha – Cannibal                                                   | Si              | Si                      |
| 2010 | "Sleazy"                                              | Ke$ha – Cannibal                                                   | Si              | Si                      |
| 2010 | "Blow"                                                | Ke$ha – Cannibal                                                   | Si              | Si                      |
| 2010 | "Grow A Pear"                                         | Ke$ha – Cannibal                                                   | Si              | Si                      |
| 2010 | "Who Dat Girl"                                        | Flo Rida – Only One Flo                                            | Si              | Si                      |
| 2011 | "Get Over U"                                          | Neon Hitch – Non-album singles                                     | Si              | Si                      |
| 2011 | "Bad Dog"                                             | Neon Hitch – Non-album singles                                     | Si              | Si                      |
| 2011 | "Silly Girl"                                          | Neon Hitch – Non-album singles                                     | Si              | Si                      |
| 2011 | "(Drop Dead) Beautiful"                               | Britney Spears – Femme Fatale                                      | Si              | Si                      |
| 2011 | "Gasoline"                                            | Britney Spears – Femme Fatale                                      | Si              | Si                      |
| 2011 | "No Sleep"                                            | Wiz Khalifa – Rolling Papers                                       | Si              | Si                      |
| 2011 | "Stereo Hearts"                                       | Gym Class Heroes – The Papercut Chronicles II                      | Si              | Si                      |
| 2011 | "Ass Back Home"                                       | Gym Class Heroes – The Papercut Chronicles II                      | Si              | Si                      |
| 2011 | "Moves like Jagger"                                   | Maroon 5 – Hands All Over                                          | Si              | Si                      |
| 2011 | "Come N Go"                                           | Pitbull – Planet Pit                                               | Si              | Si                      |
| 2011 | "She Doesn't Mind"                                    | Sean Paul – Tomahawk Technique                                     | Si              | Si                      |
| 2012 | "Fuck U Betta"                                        | Neon Hitch – Non-album singles                                     | Si              | Si                      |
| 2012 | "Gold"                                                | Neon Hitch – Non-album singles                                     | Si              | Si                      |
| 2012 | "Heart Attack"                                        | Trey Songz – Chapter V                                             | Si              | Si                      |
| 2012 | "Masquerade"                                          | Nicki Minaj – Pink Friday: Roman Reloaded                          | Si              | Si                      |
| 2012 | "Payphone"                                            | Maroon 5 – Overexposed                                             | Si              | Si                      |
| 2012 | "Beautiful Goodbye"                                   | Maroon 5 – Overexposed                                             | Si              | Si                      |
| 2012 | "Work Hard, Play Hard"                                | Wiz Khalifa – O.N.I.F.C.                                           | Si              | Si                      |
| 2012 | "Naked Love"                                          | Adam Lambert – Trespassing                                         | Si              | Si                      |
| 2012 | "Seasons"                                             | Rome – Dedication EP                                               | Si              | Si                      |
| 2012 | "Oz of Love"                                          | Rome – Dedication EP                                               | Si              | Si                      |
| 2012 | "Die Young"                                           | Kesha – Warrior                                                    | Si              | Si                      |
| 2012 | "C'Mon"                                               | Kesha – Warrior                                                    | Si              | Si                      |
| 2012 | "Thinking of You"                                     | Kesha – Warrior                                                    | Si              | Si                      |
| 2012 | "Crazy Kids"                                          | Kesha – Warrior                                                    | Si              | Si                      |
| 2012 | "Supernatural"                                        | Kesha – Warrior                                                    | Si              |                         |
| 2012 | "Last Goodbye"                                        | Kesha – Warrior                                                    | Si              | Si                      |
| 2012 | "Diamonds"                                            | Rihanna – Unapologetic                                             | Si              | Si                      |
| 2012 | "Turn Around"                                         | Conor Maynard – Contrast                                           | Si              | Si                      |
| 2012 | "Blow"                                                | Ke$ha – Deconstructed                                              | Si              |                         |
| 2012 | "Die Young"                                           | Ke$ha – Deconstructed                                              | Si              |                         |
| 2012 | "Supernatural"                                        | Ke$ha – Deconstructed                                              | Si              |                         |
| 2012 | "How to Be a Heartbreaker"                            | Marina and the Diamonds – Electra Heart                            | Si              | Si                      |
| 2012 | "Natalie"                                             | Bruno Mars – Unorthodox Jukebox                                    | Si              | Si                      |
| 2013 | "If I Lose Myself"                                    | OneRepublic – Native                                               | Si              | Si                      |
| 2013 | "Something I Need"                                    | OneRepublic – Native                                               | Si              | Si                      |
| 2013 | "Fall Down"                                           | Will.i.am – #willpower                                             | Si              | Si                      |
| 2013 | "Thunder"                                             | Jessie J – Alive                                                   | Si              | Si                      |
| 2013 | "Other Side of Love"                                  | Sean Paul – TBA                                                    | Si              | Si                      |
| 2013 | "Shame"                                               | Keith Urban – Fuse                                                 | Si              | Si                      |
| 2013 | "This Moment"                                         | Katy Perry – Prism                                                 | Si              | Si                      |
| 2013 | "It Takes Two"                                        | Katy Perry – Prism                                                 | Si              | Si                      |
| 2013 | "Cannonball"                                          | Lea Michele – Louder                                               | Si              |                         |
| 2013 | "Top of the World"                                    | Mike Posner – Pages                                                | Si              | Si                      |
| 2014 | "We All Want the Same Thing"                          | Rixton – Me and My Broken Heart EP                                 | Si              | Si                      |
| 2014 | "Hotel Ceiling"                                       | Rixton – Me and My Broken Heart EP                                 | Si              | Si                      |
| 2014 | "Me and My Broken Heart"                              | Rixton – Me and My Broken Heart EP                                 | Si              | Si                      |
| 2014 | "Appreciated"                                         | Rixton – Me and My Broken Heart EP                                 | Si              | Si                      |
| 2014 | "Maps"                                                | Maroon 5 – V                                                       | Si              | Si                      |
| 2014 | "Animals"                                             | Maroon 5 – V                                                       | Si              |                         |
| 2014 | "Leaving California"                                  | Maroon 5 – V                                                       | Si              | Si                      |
| 2014 | "My Heart Is Open"                                    | Maroon 5 – V                                                       | Si              | Si                      |
| 2014 | "Shoot Love"                                          | Maroon 5 – V                                                       | Si              |                         |
| 2014 | "Black Widow"                                         | Iggy Azalea – The New Classic                                      | Si              |                         |
| 2014 | "Don't                                                | Ed Sheeran - X                                                     | Si              | Si                      |
| 2014 | "Why Try"                                             | Ariana Grande – My Everything                                      | Si              | Si                      |
| 2014 | "Be My Baby"                                          | Ariana Grande – My Everything                                      | Si              | Si                      |
| 2014 | "Wait On Me"                                          | Rixton – Let the Road                                              | Si              | Si                      |
| 2014 | "Tough Love"                                          | Jessie Ware – Tough Love                                           | Si              | Si                      |
| 2014 | "You and I Forever"                                   | Jessie Ware – Tough Love                                           | Si              | Si                      |
| 2014 | "Say You Love Me"                                     | Jessie Ware – Tough Love                                           | Si              | Si                      |
| 2014 | "Kind Of... Sometimes... Maybe"                       | Jessie Ware – Tough Love                                           | Si              | Si                      |
| 2014 | "Champagne Kisses"                                    | Jessie Ware – Tough Love                                           | Si              | Si                      |
| 2014 | "Baby Don't Lie"                                      | Gwen Stefani – Non Album Single                                    | Si              | Si                      |
| 2014 | "Caught in the Middle"                                | Charli XCX – Sucker                                                | Si              | Si                      |
| 2015 | "The Fool"                                            | Ryn Weaver – The Fool                                              | Si              | Si                      |
| 2015 | "Lifted Up (1985)"                                    | Passion Pit – Kindred                                              | Si              | Si                      |
| 2015 | "Whole Life Story"                                    | Passion Pit – Kindred                                              | Si              | Si                      |
| 2015 | "All I Want"                                          | Passion Pit – Kindred                                              | Si              | Si                      |
| 2015 | "Until We Can't (Let's Go)"                           | Passion Pit – Kindred                                              | Si              | Si                      |
| 2015 | "Kill Em with Kindness"                               | Selena Gomez – Revival                                             | Si              | Si                      |
| 2015 | "Same Old Love"                                       | Selena Gomez – Revival                                             | Si              | Si                      |
| 2015 | "When Love Hurts"                                     | JoJo – III.                                                        | Si              | Si                      |
| 2015 | "R.I.P. 2 My Youth"                                   | The Neighbourhood – Wiped Out!                                     | Si              | Si                      |
| 2015 | "Fire and the Flood"                                  | Vance Joy – Dream Your Life Away                                   | Si              | Si                      |
| 2015 | "Straight Into Your Arms"                             | Vance Joy – Dream Your Life Away                                   | Si              | Si                      |
| 2015 | "...goingtohell"                                      | Miguel – Wildheart                                                 | Si              | Si                      |
| 2015 | "Love Yourself"                                       | Justin Bieber – Purpose                                            | Si              | Si                      |
| 2015 | "Sitting Pretty ft. Wiz Khalifa"                      | Ty Dolla Sign – Free TC                                            | Si              | Si                      |
| 2016 | "Say It"                                              | Tory Lanez – I Told You                                            | Si              | Si                      |
| 2016 | "LUV"                                                 | Tory Lanez – I Told You                                            | Si              | Si                      |
| 2016 | "All in My Head (Flex)"                               | Fifth Harmony – 7/27                                               | Si              | Si                      |
| 2016 | "Friends"                                             | Francis and the Lights                                             | Si              | Si                      |
| 2016 | "Cold Water ft Justin Bieber e MØ"                    | Major Lazer – Music Is The Weapon                                  | Si              | Si                      |
| 2016 | "See Her Out (That's Just Life)"                      | Francis and the Lights – Farewell, Starlite!                       | Si              | Si                      |
| 2016 | "Comeback"                                            | Francis and the Lights – Farewell, Starlite!                       | Si              | Si                      |
| 2016 | "Can't Stay Party"                                    | Francis and the Lights – Farewell, Starlite!                       | Si              | Si                      |
| 2016 | "I Want You to Shake"                                 | Francis and the Lights – Farewell, Starlite!                       | Si              | Si                      |
| 2016 | "May I Have This Dance"                               | Francis and the Lights – Farewell, Starlite!                       | Si              | Si                      |
| 2016 | "My City's Gone" featuring Kanye West                 | Francis and the Lights – Farewell, Starlite!                       | Si              | Si                      |
| 2016 | "Running Man / Gospel OP1"                            | Francis and the Lights – Farewell, Starlite!                       | Si              | Si                      |
| 2016 | "It's Alright to Cry"                                 | Francis and the Lights – Farewell, Starlite!                       | Si              | Si                      |
| 2016 | "Thank You"                                           | Francis and the Lights – Farewell, Starlite!                       | Si              | Si                      |
| 2016 | "Born"                                                | OneRepublic – Oh My My                                             | Si              | Si                      |
| 2016 | "Fingertips"                                          | OneRepublic – Oh My My                                             | Si              | Si                      |
| 2016 | "True Colors"                                         | The Weeknd – Starboy                                               | Si              | Si                      |
| 2016 | "Attention"                                           | The Weeknd – Starboy                                               | Si              | Si                      |
| 2016 | "Don't Wanna Know"                                    | Maroon 5                                                           | Si              | Si                      |
| 2016 | "Trust Nobody"                                        | Cashmere Cat – Wild Love                                           | Si              | Si                      |
| 2016 | "Throw Myself a Party"                                | Cashmere Cat – Wild Love                                           | Si              | Si                      |
| 2017 | "Run Up"                                              | Major Lazer – Music Is the Weapon                                  | Si              |                         |
| 2017 | "Castle on the Hill"                                  | Ed Sheeran – ÷ (e anche produttore esecutivo)                      | Si              | Si                      |
| 2017 | "Dive"                                                | Ed Sheeran – ÷ (e anche produttore esecutivo)                      | Si              | Si                      |
| 2017 | "Barcelona"                                           | Ed Sheeran – ÷ (e anche produttore esecutivo)                      | Si              | Si                      |
| 2017 | "Happier"                                             | Ed Sheeran – ÷ (e anche produttore esecutivo)                      | Si              | Si                      |
| 2017 | "Perfect"                                             | Ed Sheeran – ÷ (e anche produttore esecutivo)                      | Si              | Si                      |
| 2017 | "Supermarket Flowers"                                 | Ed Sheeran – ÷ (e anche produttore esecutivo)                      | Si              | Si                      |
| 2017 | "Nancy Mulligan"                                      | Ed Sheeran – ÷ (e anche produttore esecutivo)                      | Si              | Si                      |
| 2017 | "Bibia Be Ye Ye"                                      | Ed Sheeran – ÷ (e anche produttore esecutivo)                      | Si              | Si                      |
| 2017 | "New Man"                                             | Ed Sheeran – ÷ (e anche produttore esecutivo)                      | Si              | Si                      |
| 2017 | "Love"                                                | Lana Del Rey – Lust for Life                                       | Si              | Si                      |
| 2017 | "Issues"                                              | Julia Michaels – Nervous System EP                                 | Si              | Si                      |
| 2017 | "At My Best"                                          | Machine Gun Kelly – Bloom                                          | Si              |                         |
| 2017 | "Now or Never"                                        | Halsey – Hopeless Fountain Kingdom                                 | Si              | Si                      |
| 2017 | "Eyes Closed"                                         | Halsey – Hopeless Fountain Kingdom                                 | Si              | Si                      |
| 2017 | "Hopeless"                                            | Halsey – Hopeless Fountain Kingdom                                 | Si              | Si                      |
| 2017 | "Nights with You"                                     | MØ – TBA                                                           | Si              | Si                      |
| 2017 | "Night Night"                                         | Cashmere Cat – 9                                                   | Si              | Si                      |
| 2017 | "Europa Pools"                                        | Cashmere Cat – 9                                                   | Si              |                         |
| 2017 | "9 (After Coachella)"                                 | Cashmere Cat – 9                                                   | Si              | Si                      |
| 2017 | "Quit"                                                | Cashmere Cat – 9                                                   | Si              | Si                      |
| 2017 | "Infinite Stripes"                                    | Cashmere Cat – 9                                                   | Si              | Si                      |
| 2017 | "Love Incredible"                                     | Cashmere Cat – 9                                                   | Si              | Si                      |
| 2017 | "Plz Don't Go"                                        | Cashmere Cat – 9                                                   | Si              | Si                      |
| 2017 | "Crying in the Club"                                  | Camila Cabello                                                     | Si              | Si                      |
| 2017 | "Lonely Together"                                     | Avicii – Avīci (01)                                                | Si              | Si                      |
| 2017 | "Selfish Love"                                        | Jessie Ware – Glasshouse                                           | Si              | Si                      |
| 2017 | "Hearts"                                              | Jessie Ware – Glasshouse                                           | Si              | Si                      |
| 2017 | "Sam"                                                 | Jessie Ware – Glasshouse                                           | Si              | Si                      |
| 2017 | "Never Call Me"                                       | Jhené Aiko – Trip                                                  | Si              | Si                      |
| 2017 | "Hard to Do"                                          | Gavin James                                                        | Si              | Si                      |
| 2017 | "Just for Us"                                         | Francis and the Lights – Just for Us                               | Si              | Si                      |
| 2017 | "Back in Time"                                        | Francis and the Lights – Just for Us                               | Si              |                         |
| 2017 | "I Won't Lie to You"                                  | Francis and the Lights – Just for Us                               | Si              |                         |
| 2017 | "Breaking Up"                                         | Francis and the Lights – Just for Us                               | Si              |                         |
| 2017 | "Never Go Back"                                       | Francis and the Lights – Just for Us                               | Si              | Si                      |
| 2018 | "Parallel Line"                                       | Keith Urban – Graffiti U                                           | Si              | Si                      |
| 2018 | "Buttcheeks"                                          | 6 Dogs                                                             | Si              | Si                      |
| 2018 | "Hypnotized"                                          | Tory Lanez – Memories Don't Die                                    | Si              | Si                      |
| 2018 | "Do Not Disturb"                                      | Trill Sammy                                                        | Si              | Si                      |
| 2018 | "Freaky Friday"                                       | Lil Dicky & Chris Brown – TBA                                      | Si              | Si                      |
| 2018 | "Thru Your Phone"                                     | Cardi B – Invasion of Privacy                                      | Si              | Si                      |
| 2018 | "2002"                                                | Anne-Marie – Speak Your Mind                                       | Si              |                         |
| 2018 | "Black & White"                                       | Juice Wrld – Goodbye & Good Riddance                               | Si              | Si                      |
| 2018 | "I Thought About Killing You"                         | Kanye West – ye                                                    | Si              | Si                      |
| 2018 | "Ghost Town"                                          | Kanye West – ye                                                    |                 | Si                      |
| 2018 | "Feel the Love"                                       | Kids See Ghosts – Kids See Ghosts                                  | Si              | Si                      |
| 2018 | "Reborn"                                              | Kids See Ghosts – Kids See Ghosts                                  | Si              | Si                      |
| 2018 | "Not for Radio"                                       | Nas – Nasir                                                        | Si              | Si                      |
| 2018 | "everything"                                          | Nas – Nasir                                                        | Si              | Si                      |
| 2018 | "Eastside feat Halsey e Khalid"                       | Benny Blanco                                                       | Si              | Si                      |
| 2018 | "Roses" (con Juice Wrld featuring Brendon Urie)       | Benny Blanco – Friends Keep Secrets (e anche produttore esecutivo) | Si              | Si                      |
| 2018 | "Just for Us pt. 2"                                   | Benny Blanco – Friends Keep Secrets (e anche produttore esecutivo) | Si              | Si                      |
| 2018 | "I Found You" (con Calvin Harris)                     | Benny Blanco – Friends Keep Secrets (e anche produttore esecutivo) | Si              | Si                      |
| 2018 | "Better to Lie" (con Jesse & Swae Lee)                | Benny Blanco – Friends Keep Secrets (e anche produttore esecutivo) | Si              | Si                      |
| 2018 | "More/Diamond Ring" (featuring Ty Dolla Sign & 6lack) | Benny Blanco – Friends Keep Secrets (e anche produttore esecutivo) | Si              | Si                      |
| 2018 | "Break My Heart" (featuring Ryan Beatty)              | Benny Blanco – Friends Keep Secrets (e anche produttore esecutivo) | Si              | Si                      |
| 2018 | "Parallel Line"                                       | Benny Blanco – Friends Keep Secrets (e anche produttore esecutivo) | Si              | Si                      |
| 2019 | "I Can't Get Enough"                                  | Benny Blanco, Tainy, J Balvin & Selena Gomez                       | Si              | Si                      |
| 2019 | "Earth"                                               | Lil Dicky                                                          | Si              | Si                      |
| 2019 | "Nightmare"                                           | Halsey                                                             | Si              | Si                      |
| 2019 | "Señorita"                                            | Shawn Mendes & Camila Cabello                                      | Si              | Si                      |
| 2019 | "Best Part of Me"                                     | Ed Sheeran – No. 6 Collaborations Project                          | Si              | Si                      |
| 2019 | "Take Me to the Light"                                | Francis and the Lights                                             | Si              | Si                      |
| 2019 | "Ahwak"                                               | Abu – Al Anesa Farah - Music from the Original TV Series           | Si              | Si                      |
| 2019 | "Ya Lil"                                              | Ramage – Al Anesa Farah - Music from the Original TV Series        | Si              | Si                      |